# ميتال سلج 5
ميتال سلج 5 (بالإنجليزية: Metal Slug 5)‏ (باليابانية: メタルスラッグ 5) ، هي الجزء الخامس من السلسلة الرئيسية للعبة ميتال سلج ، أنتجها شركة إس إن كاي اليابانية سنة 2003م، وتعمل على عدة أنظمة تشغيل ومنها بلاي ستيشن 2 وإكس بوكس.

## وصلات خارجية
- Metal Slug 5 at SNK Playmore
- ميتال سلج 5 على موقع القائمة القاتلة لألعاب الفيديو
- Metal Slug 5 at Neo-Geo.com (review) 1
- Metal Slug 5 at MobyGames